# Parcul Țaul
Parcul Țaul este situat în partea de sud a satului Țaul, raionul Dondușeni. Are o suprafață de 46,2 ha și este situat la câțiva kilometri de orașul Dondușeni și la aproximativ 200 km de Chișinău. Este o arie protejată din Republica Moldova, reprezentând un monument de arhitectură peisagistică. Se află în administrarea Primăriei satului Țaul.

## Istoric

### Prolog

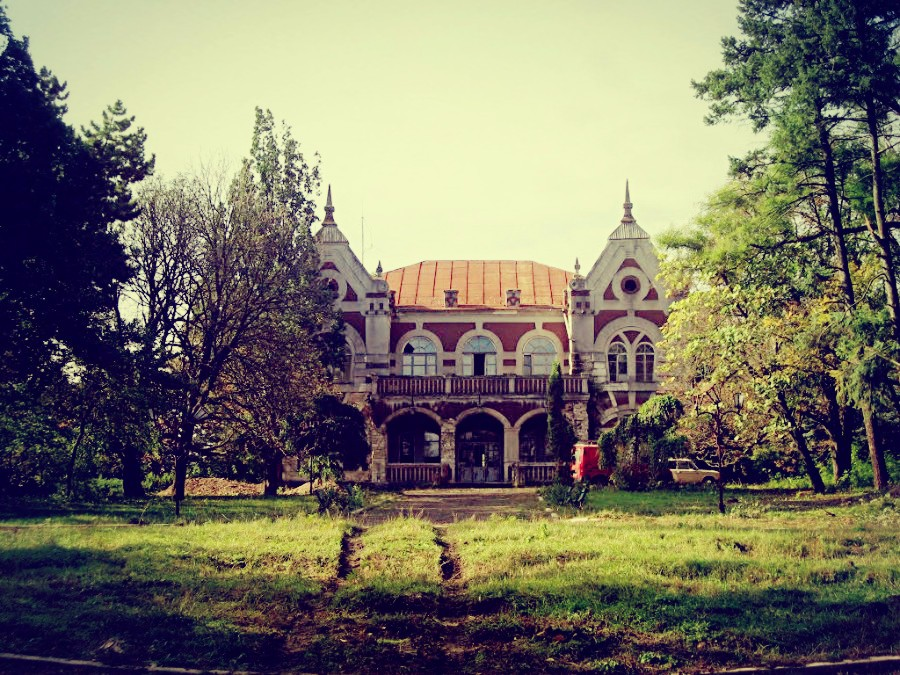
Conacul Pommer

La sfârșitul secolului al XX-lea, în zona de nord a Moldovei, au fost fondate zeci de parcuri dendrologice, printre care Pavlovca (raionul Briceni), Brînzeni, Hincăuți și Stolniceni (raionul Edineț), Mîndîc (raionul Drochia), Rediul Mare și Țaul (raionul Dondușeni). Ultimul este unul din cele mai mari parcuri ca suprafață și este considerat parcul cu cea mai bună planificare arhitectural-peisagistică din Republica Moldova. Pe lângă planificare, parcul satisface mai multe deziderate ale arhitecturii de landșaft, cum ar fi alcătuirea grupelor și masivelor de plante, caracterul amplasării lor, utilizarea reliefului etc.
Parcul Țaul a fost fondat de bancherul Andrei Iacob Pommer, originar din Franța, angajat la Banca națională de economii din Sankt-Petersburg. El s-a căsătorit cu Alexandra, fiica boierului basarabean Ioan C. Bogdan din satul Cuhureștii de Sus, astăzi în raionul Florești, și s-a mutat aici cu traiul. Odată ajuns aici, a dorit să-și investească capitalul în fondarea unui parc dendrologic, pentru care cauză l-a invitat pe inginerul-decorator Ipolit Vladislavski-Padalka, absolvent al Școlii de grădinărit din Odesa. Maestrul a primit sarcina de a căuta în zona de nord a Basarabiei un teren care să corespundă rigorilor arhitecturii peisagistice pentru fondarea unui parc dendrologic.

### Studierea locului

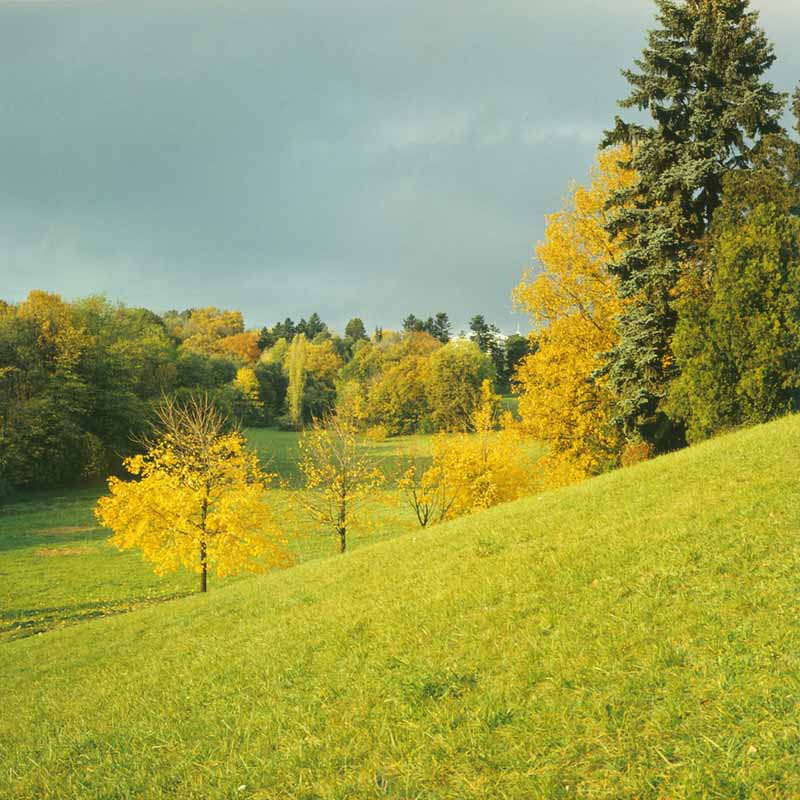
Partea centrală

Vladislavski-Padalka a ales terenul de vreo 45 desetine (aprox. 49 ha) situat lângă livada veche de lângă conacul fostului boier. Terenul este în formă de șa, cu o vale largă și adâncă, închisă din vest, nord și est. Este înconjurat de trei coline cu pantele înclinate sub un unghi de 30°. Teritoriul nu era valorificat în agricultură și era folosit vara ca toloacă pentru pășunat, iar iarna pentru adăpostirea vitelor de vânturile reci de la nord și vest. Culmea colinelor prezintă un platou puțin înclinat spre nord-est și sud. Suprafața totală a teritoriului ales pentru fondarea parcului și sădirea viei și livezii era de 90 desetine (aprox. 98 ha).
Până la sădirea noii grădini, grădina veche de pe moșie a fost defrișată și arată și terasată împreună cu toloaca. Au fost studiate condițiile naturale care ar putea afecta creșterea plantelor. S-a stabilit că zona este supusă riscului de îngheț iarna, când vânturile de nord-vest aduc temperaturi de -28°C, și riscului de secetă vara, din cauza temperaturilor înalte și a solurilor. A fost analizată posibilitatea irigării plantelor.

### Lucrări de amenajare
Ippolit Vladislavski-Padalka a elaborat proiectul parcului în 1900, folosindu-și experiența obținută la proiectarea parcului „Veseli Bokovenkî”⁠(d) (în ucraineană «Веселі Боковеньки») din localitatea cu același nume din Ucraina. A făcut comandă de material de sădit și a început sădirea plantelor pomicole pe o suprafață de 31,4 ha în toamna aceluiași an. Puieții erau primiți din Odesa.
În primăvara lui 1901, începe sădirea arborilor și arbuștilor decorativi primiți de la contele Zamaiski din Podzamcea. În total, în acel an au fost sădite aprox. 35-37 ha de parc, cât și fâșia de protecție de-a lungul grădinii, formată — din interior spre exterior — din măslini sălbatici, glădiță, salcâm alb și plopi piramidali.

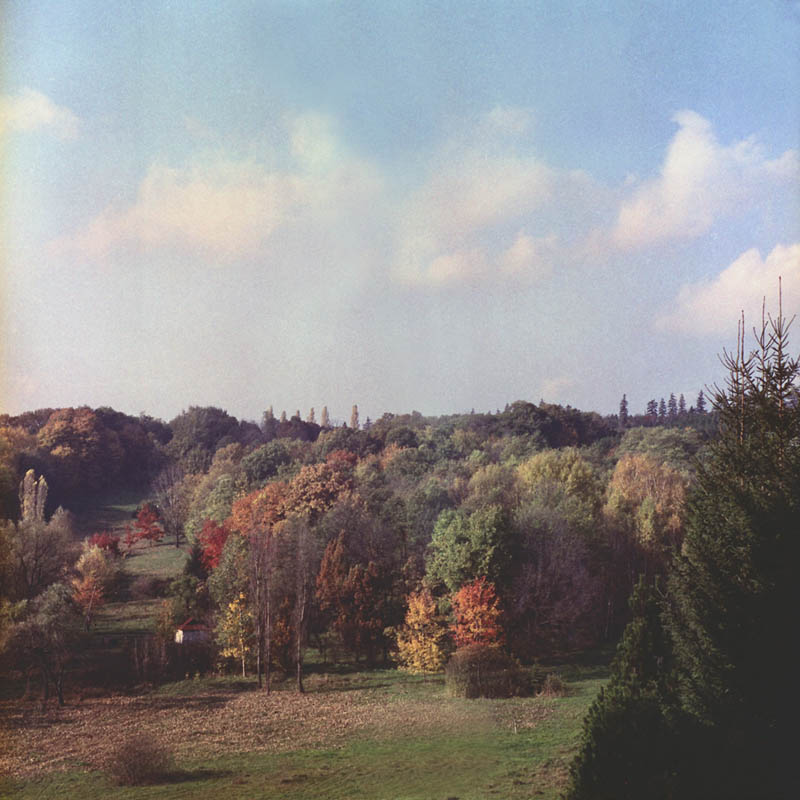
Silvo-parc

În primăvara anului 1902, circa 11 ha de silvo-parc au fost sădite pe o parte din panta cu expoziție vestică. Materialul de sădit a fost cumpărat din ocoale silvice ale guberniilor Herson și Basarabia. Ca specii de bază au servit stejarul, frasinul, ulmul, arțarul și diverse specii de arbuști. În 1904, a fost plantat parcul din fața conacului și a fost terminată construcția principalelor clădiri, printre care însuși conacul Pommer.
În perioada 1905-1907 nu s-au întreprins lucrări de sădire, în schimb au fost efectuate lucrări de restabilire a plantelor deja plantate, întrucât multe exemplare s-au uscat din lipsă de apă — mai ales în zona uscată din susul parcului —, toate plantele fiind udate numai o dată, la sădire. Au fost mai multe încercări de soluționare a problemei de irigare, rezolvarea venind odată cu găsirea unei surse de apă la adâncimea de 58 stânjeni (aprox. 114 m). A fost instalat un sistem de irigare cu țevi și un turn de apă. În primii ani, parcul a mai fost afectat de înghețuri, care a provocat înlocuirea mai multor specii de plante. Rozătoarele prezentau și ele un pericol pentru plante, mai ales iepurii de câmp. În lupta cu ele, parcul a fost îngrădit cu plasă de sârmă. Pentru combaterea vătămătorilor și bolilor, plantele erau stropite cu zeamă bordoleză și verde de Paris.
Ippolit Vladislavski-Padalka a condus personal și a luat parte la toate lucrările de amenajare. Proprietarul parcului, Andrei Iacob Pommer, a murit în 1912, lăsându-i fiului moștenirea.

### Aspect inițial
Parcul avea un lac în partea de sud, în vale, iar în partea de nord-est, zona cea mai uscată, era amplasat conacul cu celelalte construcții, cât și „parcul pentru amatori”. Din cele 90 desetine, sau 98 ha, plantele decorative au fost plantate pe o suprafață de 46 ha, dintre care 3,3 ha le ocupa lacul. Alte 11 ha erau sădite cu viță-de-vie, iar grădina pomicolă se întindea pe o suprafață de 31,6 ha. Drumurile, aleile și potecile ocupau nu mai puțin de 3 ha.
Vladislavski-Padalka raporta sădirea în parc a peste 200 de specii de plante arborescente, dintre care alohtone (aduse din 22 de țări) 147 de foioase și 17 de conifere, iar autohtone 40-50 de specii lemnoase. El personal a adus din Japonia 500 de exemplare de Sophora japonica.
Una din clădirile de lângă conac, care astăzi servește drept casă-muzeu, era școala din localitate pe timpul lui Pommer.

### Perioada sovietică

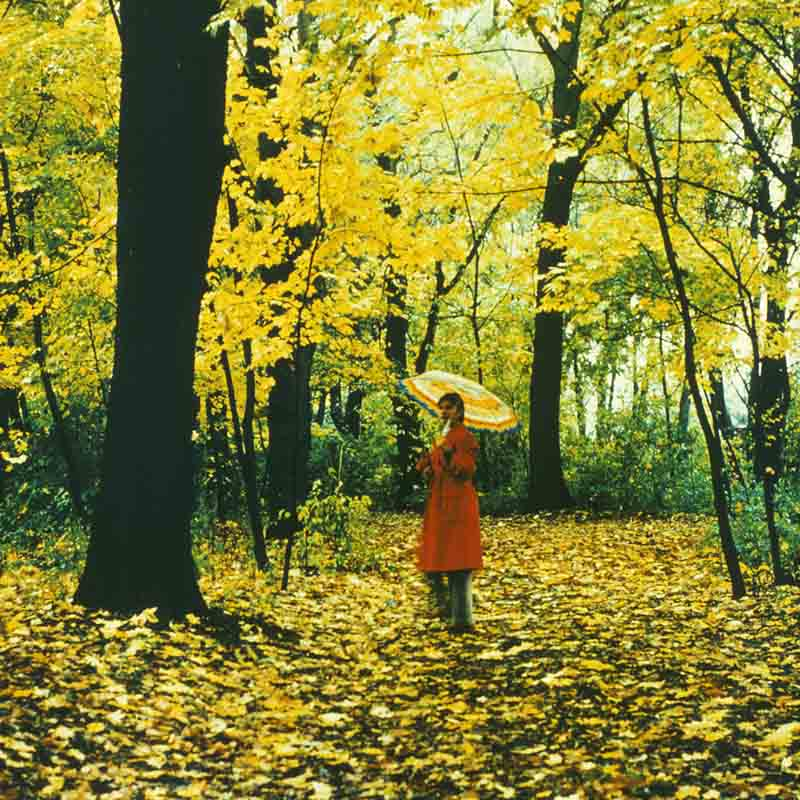
În perioada sovietică, parcul era valorificat cultural, mai ales prin pictură și fotografie

Stăpânii parcurilor s-au refugiat din Basarabia în 1917, unii întorcându-se după 1918. Parcul din Țaul a rămas și el fără stăpân și a trecut în gestiunea primăriei. Până în 1944, parcul nu a avut de suferit. A urmat naționalizarea tuturor parcurilor, iar conacele și parcurile boierești au început să fie asociate cu trecutul „burghez” al Basarabiei, fiind astfel lăsate în voia soartei. La începutul celei de-a doua jumătăți a secolului al XX-lea, parcul Țaul a fost subiectul numeroaselor articole în presa cotidiană a vremii, în care erau prezentate propuneri de îngrijire și protejare a teritoriului. Aceasta a atras atenția oamenilor de cultură și de știință în frunte cu Grădina botanică a AȘM, care au adresat Guvernului și comitetului central al Partidului Comunist al Moldovei solicitări pentru a interveni în salvarea parcului, dar nu a urmat niciun răspuns. Inginerul P. Leontiev, cu un grad de exagerare datorat intenției de a atrage atenția autorităților, estima gradul de deteriorare a parcului la 50%.
În acea perioadă, parcul a fost studiat de inginerii L. Rozenberg (1955) și P. Leontiev (1957), cât și de profesorul Petru Tarhon (anii 1960). Parcul era considerat la apogeul dezvoltării sale, plantele atingând vârsta de 60-70 de ani. Drumurile, aleile și potecile erau bine conturate, iar lacul avea apă curată și limpede. La colțul de sud-vest a lacului era construită o punte, deasupra căreia atârnau crengile unei salcii plângătoare și de pe care se deschideau toate perspectivele îndepărtate ale parcului. Până în anii 1958-1960, în parc erau amenajate și foișoare de lemn. În 1967, parcul era în componența sovhoz-tehnicumului „V. I. Lenin” din Țaul. Din anii 1970, în parc funcționa un sanatoriu. Localnicii își amintesc că aici era amenajată și o mică grădină zoologică.

## Descriere
Parcul Țaul este planificat în stil landșaft. Acest lucru se observă mai ales în partea de nord-vest, pe platou marginit cu drumul satului, cât și în toată zona centrală a parcului, de la spatele conacului până la lac. Partea de jos, înconjurată din trei părți de pante cu expoziție estică, sudică și vestică, are poieni, pădurici și grupuri izolate de plante și ocupă o suprafață de peste 16 ha. Pantele sunt amenajate ca silvo-parc: suprafața acestuia este de 13 ha pe panta de esste și de 5 ha pe cea de est, în total 80% din suprafața teritoriului „de jos”.
Solul este reprezentat de un strat de 0,7-0,8 m adâncime de cernoziom, urmat de argilă roșie, pe alocuri galbenă, iar dedesubt nisip argilos de culoare verde.

### Structură compozițională

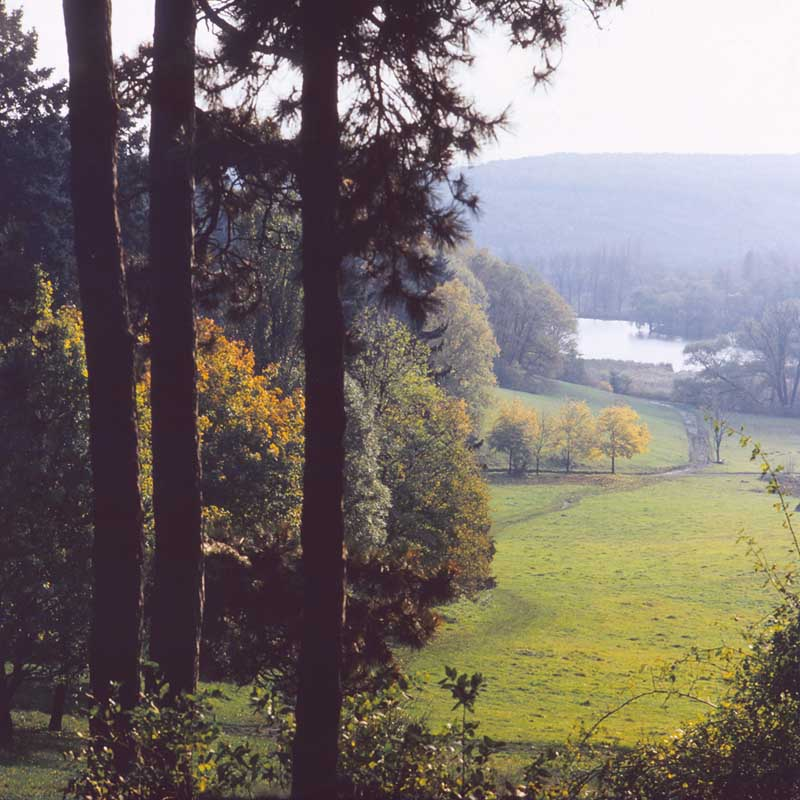
Perspectivă spre lac de pe panta vestică, 1980

În parc sunt evidențiate trei zone principale de landșaft:
1. parcul de sus (sau „Parcul amatorilor”[22]) este situat pe un relief omogen, este amenajat ca o grădină pe lângă casă;
2. parcul de jos (partea centrală) are un relief compus și landșafturi spațiale deschise;
3. zonele periferice este un silvo-parc cu o rețea minimă de drumuri și cu poieni închise.

Intrarea în parc este dinspre șoseaua din partea de nord. Este marcată de panouri, acum ruginite. De acolo, o alee largă, mărginită în mare parte de conifere (pini și molizi), duce spre conac. Aproape de conac, aleea se bifurcă, pentru a înconjura un strat sferic de flori. Privind de la intrare, se observă un contrast de culori între verdele închis al paltinilor de câmp și stejarilor pedunculați și fațada gri-deschis a conacului. O altă combinație de contrast este creată prin plantarea alăturată a brazilor și soforelor plângătoare. Vârfurile ascuțite ale brazilor se combină armonios cu turnurile conacului.
De la intrare și până la conac, pe partea dreaptă a aleii, este amplasat așa-numitul „Parcul amatorilor” cu o suprafață de 6-7 ha, în care se află o poiană cu un exemplar de sofora japoneză (Sophora japonica), forma pletoasă, în mijloc. Pe partea stângă a aleii, se întinde o altă poiană, în mijlocul căreia crește un exemplar gigantic de castan porcesc (Aesculus hippocastanum), iar la o anumită distanță cresc doi copaci de Thuja occidentalis. Casa în care locuia Pommer este amplasată în partea de sud-est a poienii și este înconjurată din trei părți de conifere: molizi, larice și duglas verde. La aprox. 25 m spre sud se află câteva construcții secundare, iar în rând cu acestea, la o distanță de aprox. 50 m, se înalță conacul Pommer, în stil baroc de factură engleză cu două turnuri. Toate clădirile sunt parțial „ascunse” de plantații de copaci.

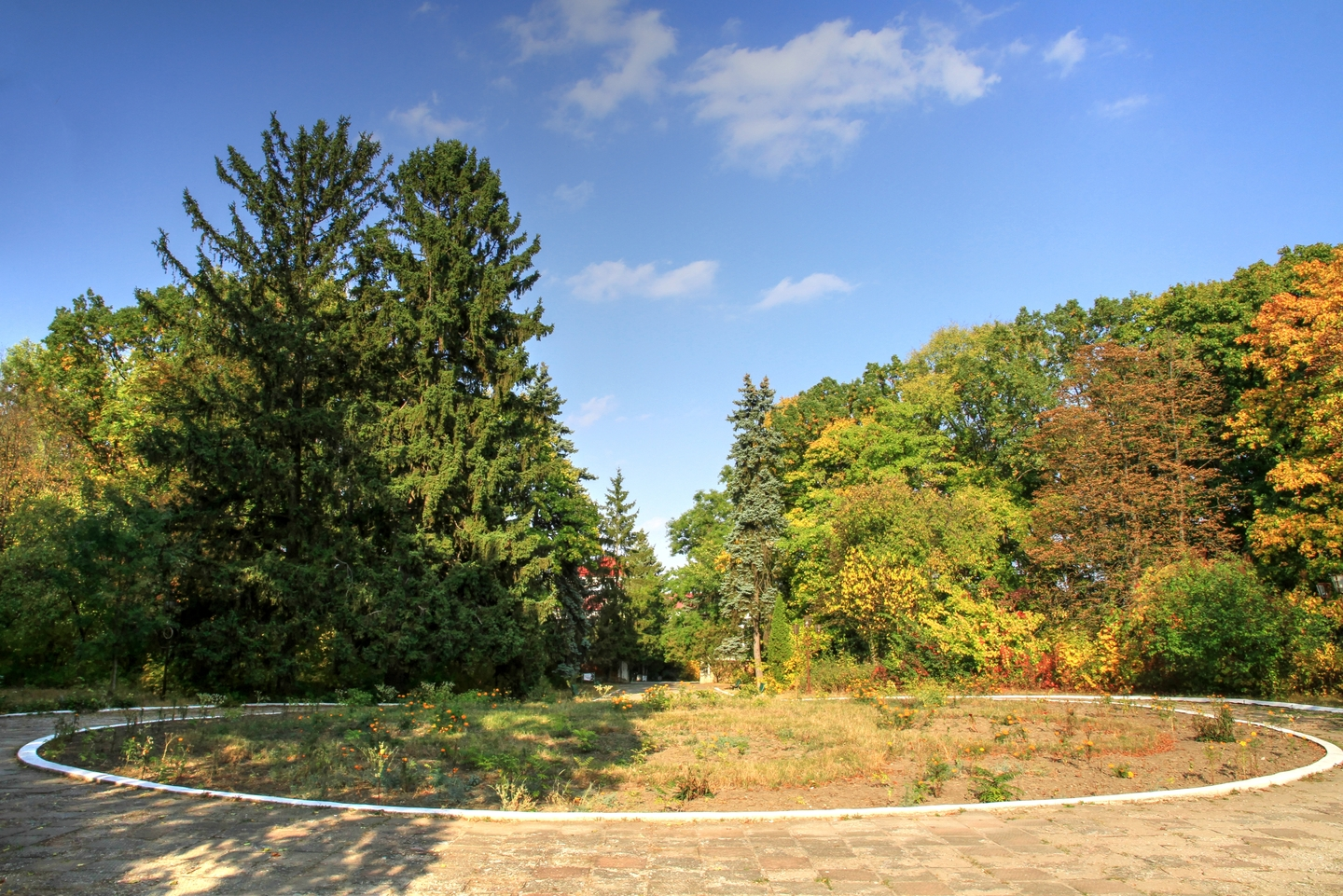
Stratul sferic de flori

De la conac se deschid perspective largi atât către parc, cât și către sat. Parcul este mărginit de sat în partea de nord de un gard de piatră și un perete viu de plante arborescente foioase și conifere, menit să apere de vânturi reci speciile sensibile din parc și podgoriile.
În spatele conacului, la câteva zeci de metri spre sud, relieful coboară brusc spre partea de jos a parcului. De pe culmea acestei pante se deschide o vedere cuprinzătoare a părții de jos cu pantele laterale, lacul și o pantă împădurită în depărtare. Diferența de altitudine între platoul conacului și lac este de 45 m. Compoziția de landșaft face tranziția între plantațiile parcului și teritoriile parcului aproape insesizabilă. Zona centrală, fiind înconjurată de pante, amintește de un amfiteatru.
Principalele 5 zone ale parcului de jos sunt cele trei masivuri de conifere din nord, centru și sud, grupurile de stejar pedunculat și peisajul poieniței din partea de sud-vest.

### Sistemul de drumuri și alei

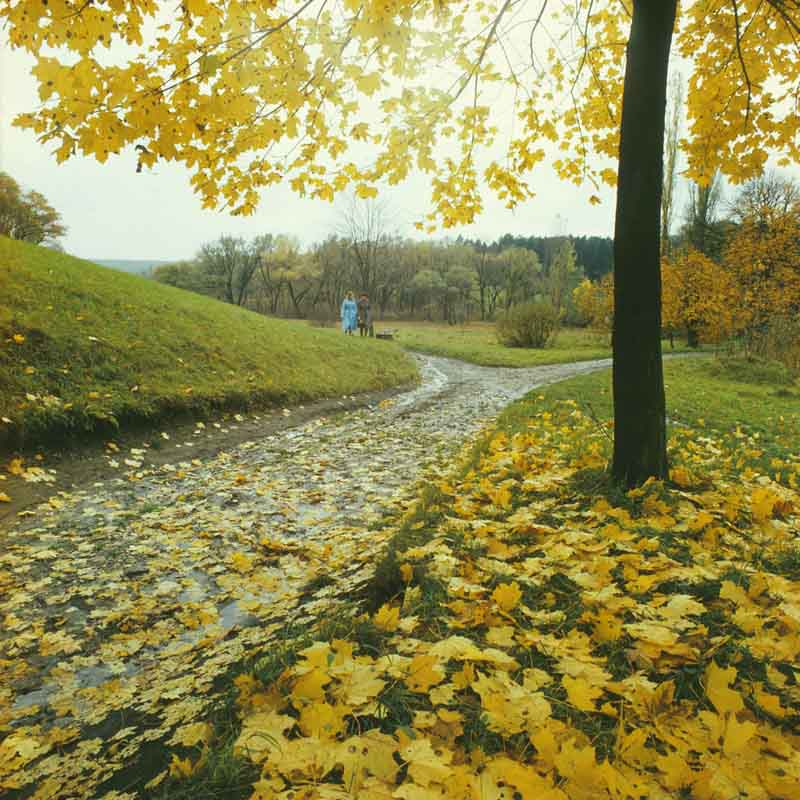
Alee toamna, 1980

Rețeaua de drumuri are o lungime totală de 12,5 km, cu peste 2,5 km mai puțin decât avea la început. Ceva mai sus de intrarea în parc, începe un drum care trece prin „parcul pentru amatori”, după care se îndreaptă spre sud, ajungând în regiunea lacului din vale. Un al doilea drum începe în partea de nord-est a parcului, din spatele conacului, și străbate silvo-parcul de pe panta de est, până în partea de sud a lacului, înconjurându-l prin sud-est și intersectându-se aici cu primul drum. Doar cel de-al doilea drum mai este funcțional, celelalte drumuri și alei transformându-se în poteci îmburuienate.
Drumurile sunt astfel amenajate, încât ele nu se observă prin vegetația parcului. Aceasta se datorează trasării lor printre plantații de arbori și arbuști, acoperirii cu pământ presat în loc de asfalt sau pietriș și, în unele locuri, săpării drumului la un nivel mai jos decât terenul aferent.

### Stare actuală
La peste o sută de ani de la fondare, parcul a pierdut multe din caracteristicile decorative inițiale. Drumurile și aleile au fost acaparate de buruieni și s-au transformat în cărări. Sunt pe cale de dispariție mai multe specii de plante, printre care pinii, sofora japoneză (forma plângătoare), paltinul de munte, fagul cu frunza vișinie, diverse specii de arbuști decorativi, mai ales în partea de sus, uscată, a parcului.
De pe panta cu expoziție sud-estică au dispărut plantațiile de zmeură, coacăză, cais, viță-de-vie, pepiniera de plante lemnoase și altele. Din grădina pomicolă de 31,6 ha s-a păstrat doar o plantație de nuci (Juglans regia). În fâșia de protecție formată din măslini, glădiță, salcâm alb și plopi piramidali au fost înlocuite unele plante, fâșia fiind formată acum din molizi, pini și glădiță.
Genofondul dendrologic a degradat din cauza modificărilor climatice – îndeosebi secetele din anii 2010 – și a proastei gestiuni silvosanitare a parcului. Acest lucru s-a manifestat prin reducerea imunității și rezistenței speciilor exotice. Astfel, a fost înregistrată dezvoltarea invazivă a speciilor secundare și arbuștilor, care concurează cu speciile silvoformante (mai ales coniferele) și le reduce performanța. Culturile de rășinoase se usucă în cantități mari, în parte din cauza insectelor care le atacă între scoartă și lemn, profitând de imunitatea slabă a plantelor.

## Dendrofloră
Din parcurile Republicii Moldova, parcul Țaul are cele mai multe specii de conifere și foioase de origine străină — aproape 150 de specii. 97 de specii provin din Eurasia, iar 28 din America de Nord. Flora autohtonă este reprezentată de 37 de specii.
Zona numită „Parcul amatorilor” este cea mai bogată în specii și forme de arbori și arbuști decorativi, precum fagul, sofora japoneză (forma plângătoare), ulmul (forma sferică), frasinul, paltinul de câmp și de munte, arțarul cu coroana sferică, stejarul piramidal și altele. În anii 1950, aici creștea și fagul cu frunza vișinie.
Silvo-parcul are o varietate foarte redusă de specii, aici crescând doar specii autohtone ca stejarul pedunculat, frasinul obișnuit, ulmul, carpenul, paltinul de câmp, jugastrul etc.
Lista speciilor de plante lemnoase ale parcului Țaul este prezentată în tabel.
| Nomenclatura binară                       | Denumirea populară              | Proveniență geografică                 |
| ----------------------------------------- | ------------------------------- | -------------------------------------- |
| Conifere                                  |                                 |                                        |
| Abies alba Mill.                          | Brad argintiu                   | Europa centrală și de sud              |
| Abies balsamea Mill.                      | Brad de balsam                  | America de Nord                        |
| Abies nordmanniana Spach.                 | Brad de Caucaz                  | Munții Caucaz                          |
| Biota orientalis (L.) Endl.               | Arborele vieții                 | Munții Chinei de Nord                  |
| Juniperus virginiana L.                   | Ienupăr de Virginia             | America de Nord                        |
| Larix decidua Mill.                       | Zadă europeană                  | Europa, munții Carpați                 |
| Larix sibirica Ledeb.                     | Larice de Siberia               | Siberia, Mongolia                      |
| Picea excelsa Link.                       | Molid obișnuit                  | Europa de vest până la Ural            |
| Picea pungens Engelm.                     | Molid înțepător                 | America de Nord                        |
| P. p. f. argentea Beissn.                 | Molid înțepător f. argintie     | America de Nord                        |
| P. p. f. viridis Reg.                     | Molid înțepător f. verde        | America de Nord                        |
| Pinus montana Mill.                       | Pin montan                      | Europa de sud și de vest               |
| Pinus nigra Arn.                          | Pin negru                       | Europa centrală și de sud              |
| Pinus silvestris L.                       | Pin silvestru                   | Suberia și Europa de vest              |
| Pinus strobus L.                          | Pin moale                       | America de Nord                        |
| Pseudotsuga caesia Ascher. et Graebn.     | Duglas                          | America de Nord                        |
| Pseudotsuga glauca Mayer.                 | Duglas brumăriu                 | America de Nord                        |
| P. g. f. argentea beissn.                 | Duglas brumăriu f. argintie     | America de Nord                        |
| Pseudotsuga taxifolia Lamb.               | Duglas                          | America de Nord                        |
| Thuja occidentalis L.                     | Tuia occidentală                | America de Nord, Asia de est           |
| Tsuga canadensis (L.) Carr.               | Tsuga de Canada                 | America de Nord                        |
| Angiosperme                               |                                 |                                        |
| Acer negundo L.                           | Arțar american                  | America de Nord                        |
| A. n. f. variegatum Jacq.                 | Arțar american f. variegată     | America de Nord                        |
| Acer platanoides f. schwedleri Nichols.   | Paltin de câmp f. Schwedler     |                                        |
| Acer pseudoplatanus L.                    | Paltin de munte                 | Europa centrală și de sud, Asia        |
| A. p. f. atropurpurea                     |                                 |                                        |
| Acer saccharinum L.                       | Arțar argintiu                  | America de Nord                        |
| Aesculus carnea Hayne.                    | Castan roșu                     | (hibrid)                               |
| Aesculus hippocastanum L.                 | Castan porcesc                  | Peninsula Balcanică                    |
| Aillanthus altissima (Mill.) Swing.       | Cenușar                         | China, Japonia                         |
| Alnus glutinosa (L.) Gaertn.              | Arin negru                      | Europa, Siberia, Africa de nord        |
| Amelanchier ovalis                        |                                 |                                        |
| Amorfa fructicosa                         | Amorfa                          | America de Nord                        |
| Amygdalus nana                            |                                 |                                        |
| Berberis vulgaris L.                      | Măcriș                          | Europa, Crimeea, Caucaz                |
| Betula papyrifera Marsh.                  | Mesteacăn de hârtie             | America de Nord                        |
| Betula verrucosa Ehrh.                    | Mesteacăn                       | Europa, Asia Mică, Siberia             |
| B. v. f. dalecarlica (L.)                 | Mesteacăn                       | Siberia                                |
| Buxus sempervirens L.                     | Merișor                         | regiunea mediteraneană                 |
| Caragana arborescens L.                   | Caragana                        | Siberia de vest, Mongolia              |
| Carpinus betulus f. incisa                |                                 |                                        |
| Catalpa ovata G. Don.                     | Catalpa ovată                   | China, Japonia                         |
| Celtis occidentalis Valt.                 | Sâmbovină americană             | America de Nord                        |
| Chaenomeles japonica (Thunb.) Lindl.      | Gutui japonez                   | Japonia                                |
| Chaenomeles lagenaria                     |                                 |                                        |
| Cladrastis lutea K. Koch.                 | Virgilia galbenă                | America de Nord                        |
| Colutea arborescens L.                    | Bășicoasă                       | Europa de sud, Asia                    |
| Corylus colurna L.                        | Alun turcesc                    | Peninsula Balcanică, Asia Mică, Caucaz |
| Cotinus coggygria Scop.                   | Scumpie                         | Europa centrală și de est, China       |
| Cotoneaster lucidus Schlecht.             | Bârcoace                        | Siberia orientală                      |
| Crataegus monogyna Jacq.                  | Păducel monogin                 | Europa, Africa de nord                 |
| Crataegus prunifolia (Marsh.) Pers.       | Păducel prunifoliu              | (hibrid)                               |
| Crataegus submollis Sarg.                 | Păducel semimoale               | America de Nord                        |
| Elaeagnus angustifolia L.                 | Sălcioară mirositoare           | Europa, Asia Centrală                  |
| Fagus sylvatica L.                        | Fag                             | Europa, Crimeea                        |
| Forsythia suspensa (Thunb.) Vahl.         | Forziția plângătoare            |                                        |
| Forsythia intermedia Zab.                 | Forziția intermedia             |                                        |
| Fortanesia fortunei Carr.                 | Fontanezia                      | China                                  |
| Fraxinus americana L.                     | Frasin american                 | America de Nord                        |
| Fraxinus excelsior L.                     | Frasin obișnuit                 | Europa                                 |
| F. e. f. monophyla Kutze.                 | Frasin obișnuit f. monofila     |                                        |
| Fraxinus pennsylvanica Marsh.             | Frasin de Pensilvania           | America de Nord                        |
| Fraxinus viridis Michx.                   | Frasin verde                    | America de Nord                        |
| Gleditschia triacanthos L.                | Glădiță                         | America de Nord                        |
| G. t. f. inermis L.                       | Glădiță fără spini              | America de Nord                        |
| Gymnocladus dioicus C. Koch.              | Roșcov de Canada                | America de Nord                        |
| Juglans regia L.                          | Nuc comun                       | Asia Mijlocie                          |
| Koelreuteria paniculata Laxm.             | Arbore de săpun                 | China, Japonia                         |
| Laburnum anagyroides Med.                 | Salcâm galben                   | Europa de sud-vest, Balcani            |
| Lonicera tatarica L.                      | Caprifoi tătăresc               | Siberia de vest                        |
| Maclura aurantiaca Nutt.                  | Maclura                         | America de Nord                        |
| Mahonia aquifolium Nutt.                  | Mahonia                         | America de Nord                        |
| Morus alba L.                             | Dud alb                         | China, Japonia, India                  |
| Padus serotina (Ehrh.) Agardh.            | Mălin american                  | America de Nord                        |
| Parthenocissus quinquifolia (L.) Planch.  | Viță de Canada                  | America de Nord                        |
| Philadelphus coronarius L.                | Lămâiță                         | Europa occidentală                     |
| Philadelphus latifolius Schrad.           |                                 |                                        |
| Philadelphus pubescens Lois.              | Lămâiță pufoasă                 | America de Nord                        |
| Physocarpus opulifolius (L.) Maxim.       | Taulă falsă opufolie            | America de Nord                        |
| Platanus acerifolia Willd.                | Platan acerifoliu               | (hibrid)                               |
| Populus alba L.                           | Plop alb                        | Europa, Asia                           |
| Populus balsamifera L.                    | Plop de balsam                  | Europa, Asia Centrală, China           |
| Populus pyramidalis Ros.                  | Plop piramidal                  | (hibrid)                               |
| Prunus pissardii Carr.                    | Prin Pissarda                   | (hibrid)                               |
| Ptelea trifoliata L.                      | Pteleia                         | America de Nord                        |
| Quercus bicolor Willd.                    | Stejar bicolor                  | America de Nord                        |
| Quercus borealis Michs.                   | Stejar roșu                     | America de Nord                        |
| Quercus castaneifolia C. A. M.            | Stejar castanifoliu             | Iranul de nord, Caucaz                 |
| Quercus macranthera Fisch. et Mey.        | Stejar macranter                | America de Nord                        |
| Quercus robur f. fastigiata (Lam.) A. DC. | Stejar pedunculat f. fastigiata |                                        |
| Quercus rubra L.                          | Stejar roșu                     | America de Nord                        |
| Rhodotypos kerrioides Sieb. et Zucc.      | Rodotip kerioid                 | China, Japonia                         |
| Robinia pseudacacia L.                    | Salcâm alb                      | America de est                         |
| Rosa rubrifolia Vill.                     | Măcieș rubrifoliu               | Europa                                 |
| Rhus thyphina L.                          | Oțetar roșu                     | Canada, nord-estul Americii            |
| Salix alba L.                             | Salcie albă                     | Europa, Asia, Siberia, China           |
| Sophora japonica L.                       | Soforă japoneză                 | Japonia, China                         |
| S. j. f. pendula Loud.                    | Soforă japoneză f. pendula      | Japonia, China                         |
| Spiraea japonica L.                       | Taulă japoneză                  | Japonia, China                         |
| Spiraea salicifolia L.                    | Spirea salicifolie              | Europa, America de Nord, Siberia       |
| Spiraea vanhouttei (Briot.) Zbl.          | Spirea Vanhoutte                | (hibrid)                               |
| Symphoricarpus albus Bl.                  | Cârmâz                          | America de Nord                        |
| Syringa vulgaris L.                       | Liliac obișnuit                 | Peninsula Balcanică, Asia Mică         |
| Tilia americana L.                        | Tei american                    | America de Nord                        |
| Tilia caucasica Rupr.                     | Tei de Caucaz                   | Caucaz, Asia Mică                      |
| Tilia tomentosa Moench.                   | Tei argintiu                    | Europa de sud-est, Asia Mică           |
| Zelcowa carpinifolia (Pall.) Dippel.      |                                 | Caucaz                                 |

## Statut de protecție

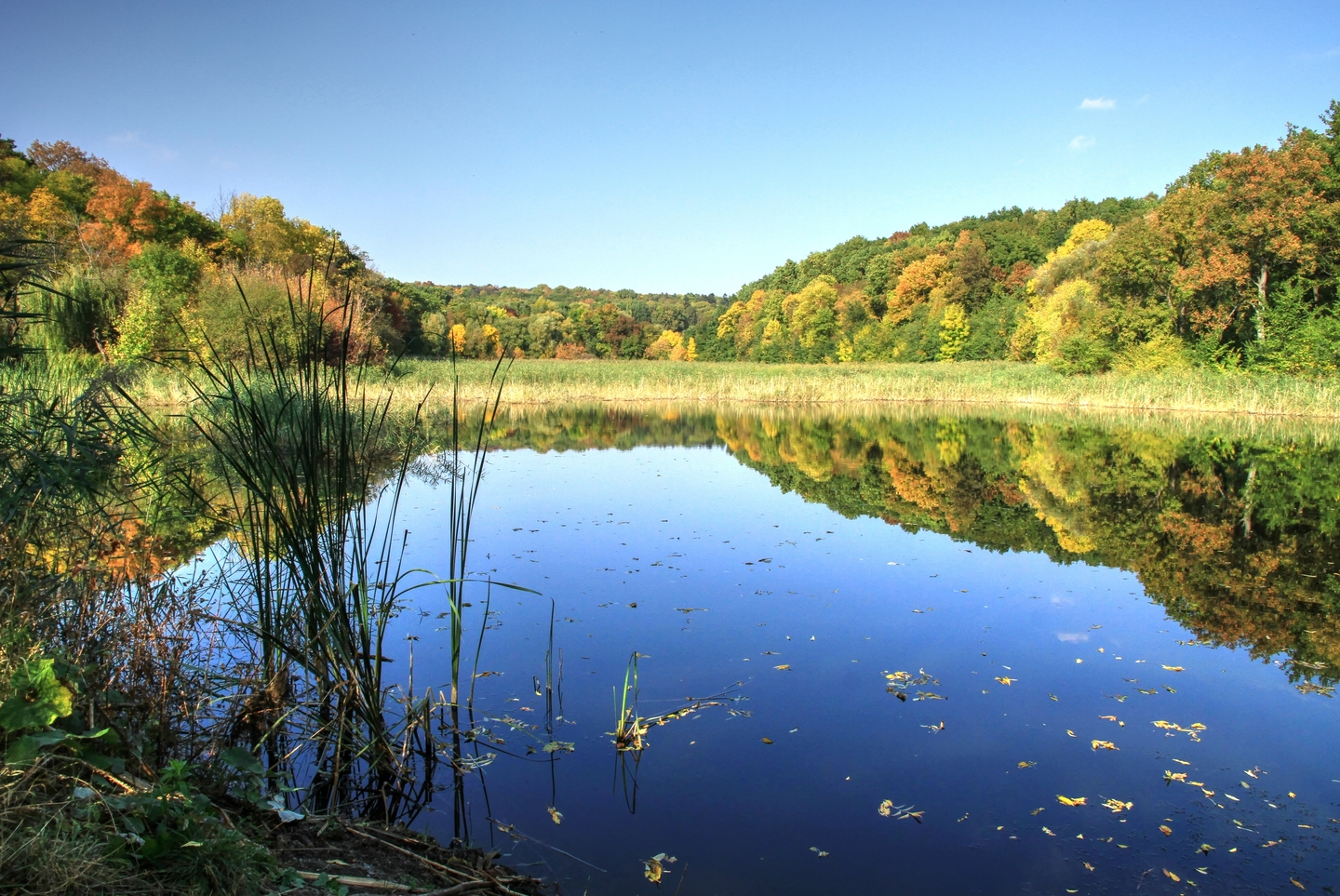
Lacul

În prezent, parcul este atribuit la categoria monumente de arhitectură peisagistică cu valoare conservativă mare, care necesită atenție deosebită și măsuri de protecție.
Monumentul de arhitectură peisagistică a fost luat sub ocrotirea statului în anul 1956 printr-o Hotărîre a Sovietului de Miniștri a RSS Moldovenești. Ca urmare a privatizării bunurilor publice din 1991, parcul a intrat în patrimoniul Colegiului Agricol Țaul, care era în subordinea Ministerului Agriculturii, la a cărui balanță s-a aflat până în 2002, dar întrucât acesta era inactiv, Legea ariilor protejate din 1998 atribuia parcul Primăriei satului Țaul. În 2003, parcul a fost transferat în subordinea Sanatoriului preventoriu de bază „Constructorul” al Ministerului Ecologiei și Resurselor Naturale. Pentru că aveau experiență în managementul instituțiilor medicale, cei de la „Constructorul” doreau să refacă vechiul sanatoriu din parc, cu atât mai mult cu cât în nordul Moldovei nu exista nici un profilactoriu, dar nu au primit susținere de la stat, așa că proiectele lor au stagnat. Până în 2009, aceștia nu au reușit decât să foreze o sondă, să curețe lacul și să pregătească instalarea unui gard. În februarie 2009, dreptul de proprietate a revenit, parțial, Grădinii Botanice din Chișinău, iar în aprilie 2013 parcul a fost transferat la balanța primăriei satului.
Din 1995, parcul nu a beneficiat de reparații considerabile. Un proiect de restaurare a fost conceput în 2000 de o echipă de arhitecți, restauratori, constructori și dendrologi. În 2013, administrația locală a primit 23 milioane de lei în cadrul unui proiect de restabilire a parcului și urma să restaureze conacul și să amenajeze drumurile, iar specialiștii de la Academia de Științe și Ministerul Mediului trebuiau să se ocupe de îngrijirea arborilor. Proiectul, numit „Reabilitarea monumentului istorico-arhitectural Conacul Pommer și a drumului de acces la parcul dendrologic din s. Țaul, r. Dondușeni”, a fost condus de Agenția de Dezvoltare Regională Nord (ADR Nord), iar banii au fost alocați din Fondul Național pentru Dezvoltare Regională (FNDR). 5,4 milioane de lei au fost alocați pentru prima parte a lucrărilor de restaurare, care presupune restabilirea gardului, iar restul au fost alocați pentru partea a doua, inclusiv 10 milioane pentru reconstrucția conacului. În noiembrie 2013 s-a încheiat restaurarea gardului de 3 km dimprejurul parcului: 293 m de gard din metal, 2.807 m de gard din plasă metalică și 387 m de gard istoric, inclusiv poarta centrală.
Partea a doua a demarat în mai 2014. În noiembrie 2014, au fost finalizată renovarea casei-muzeu a parcului dendrologic, edificiul urmând să fie folosit în calitate de clădire administrativă a parcului și să găzduiască expoziții despre viața boierului Pommer, istoria parcului și a satului. Costul lucrărilor a fost de aproape 4,4 milioane de lei. La scurt timp, primăria satului și-a mutat sediul aici, ceea ce a fost în contradicție cu prioritățile Strategiei de Dezvoltare Regională Nord, astfel încât finanțarea în continuare a lucrărilor de reabilitare a conacului a devenit incertă.
Tot în 2014, în parc a fost amenajată o mică grădină zoologică cu fazani, căprioare, păuni și vulturi. Către toamna anului 2016, a fost amenajat drumul de acces pentru automobile, cu parcare, cât și un sistem de iluminare. Suma alocată s-a ridicat până la peste 26,3 milioane de lei.
Intrarea în parc este liberă. Parcul este cel mai des vizitat primăvara în perioada înfloririi și toamna târziu.

## Vezi și
- Conacul Pommer
- Parcul din satul Pavlovca, un alt parc care se presupune că ar fi fost proiectat de Ippolit Vladislavski-Padalka